# دهستان دوغائی
دوغائی، دهستانی است از توابع بخش مرکزی شهرستان قوچان در استان خراسان رضوی ایران.مردم این دهستان   کردزبان هستند.

## جمعیت
این دهستان بر اساس سرشماری سال ۱۳۸۵ جمعیتش (۳٬۲۹۷خانوار) برابر با ۱۳٬۱۸۰نفر
بوده است.